# 王素芬
王素芬（1935年—），女，河北满城人，中华人民共和国政治人物，曾任中华全国妇女联合会组织部部长、常务委员。